# 빌 파머
빌 파머(Bill Farmer)는 미국의 성우, 코미디언으로, 디즈니캐릭터인 구피, 플루토, 호러스 홀스칼라의 목소리를 맡은 것으로 유명하다.

## 인물
어릴 적부터 애니메이션을 무척 좋아하여, 토요일 아침마다 애니메이션을 꼭 챙겨 보았다고 한다. 애니메이션 캐릭터들 중 누구보다 구피를 좋아했다고 한다. 아마 그것이 그가 구피의 성우가 된 계기가 된 듯 하다. 15세때 그는 성우일을 하기 시작하였고, 웨스턴 스타였던 존 웨인과 월터 브래넌과 친분을 맺고 서로 패스트 푸드점에 가기도 했다. 자립하고 있던 시기에 파머는 댈러스의 코미디 클럽에서 일했다. 이후 전자상가에 취직하고 있던 일을 그만두어 팬들을 잃었다.
1986년, 파머는 캘리포니아로 진출하기로 결심했다. 그는 그곳에서 결혼하고, 구피 성우 오디션을 보기 위해 구피가 등장하는 모든 애니메이션의 구피를 보고, 구피 특유의 웃음소리를 연습했다. 토니 안셀모가 도널드 덕 역을, 웨인 얼윈과 루시 테일러가 각각 미키 마우스와 미니 마우스 역을 물려받던 시기에 그는 구피와 플루토, 호러스 호스카라 역을 물려받았다.

## 출연작

### 애니메이션
- 구피와 친구들-구피
- 미키의 클럽하우스-구피,플루토
- 미키 마우스 워크-구피,플루토,호러스 홀스칼라
- 빌리와 맨디-엑스트라
- 하우스 오브 마우스-구피,플루토,호러스 홀스칼라
- 철완 아톰(2003)-타와시 경부
- 하이호! 일곱난쟁이(2014)-깽깽이 경
- 신비한 개구리 나라 앰피비아(2019)- 홉 팝 플랜터

### 극장용 애니메이션
- 구피 무비-구피
- 라이온 킹 3-구피
- 아스트로보이-아톰의 귀환-엑스트라
- 디즈니 삼총사-구피,플루토
- 미키의 크리스마스-구피,플루토
- 씽-뉴스 리포터

### 영화
- 스페이스잼-실베스터 캣

### 게임
- 킹덤하츠 시리즈-구피,플루토